# Versailles-Sud (tổng)
Tổng Versailles-Sud là một tổng của Pháp, tọa lạc tại tỉnh Yvelines trong vùng Île-de-France của Pháp.

## Phân chia hành chính
Tổng Versailles-Sud bao gồm 6 communes:
- Versailles, một phần của xã: 24.964 dân (thủ phủ của tổng),
- Jouy-en-Josas: 7.946 dân,
- Buc: 5.764 dân,
- Châteaufort: 1.453 dân,
- Les Loges-en-Josas: 1.451 dân,
- Toussus-le-Noble: 659 dân.